# Sibú
Sibú  (en bribri, Sibö̀; en cabécar, Sibö) es, en las  creencias talamanqueñas, la principal divinidad, pues fue el creador de la tierra y del hombre, dios creador de la sabiduría, valores y costumbres indígenas. Es llamado Sibú por los bribris y cabécares, Sibö por los teribes, y Zipoh por los borucas.
Sibú además es un héroe cultural, que enseñó a los bribris y cabécares qué productos podían comer, cómo sembrar y qué plantas cultivar; estructuró las reglas de su sociedad en cuanto a incesto (kurù), clanes y moral; y dio a los awápa los cantos, el lenguaje ritual y las piedras mágicas o sĩã' o sĩõ'.

## Vínculos familiares de Sibú
Sibú es hijo de Sìitami y de Sibökõmõ, y por lo tanto nieto de Sórkura. Es hermano de Nãmãitãmĩ, la danta, y de Duluítami, el mar, de quien también es tío. Se casó con Tsuru', el cacao.

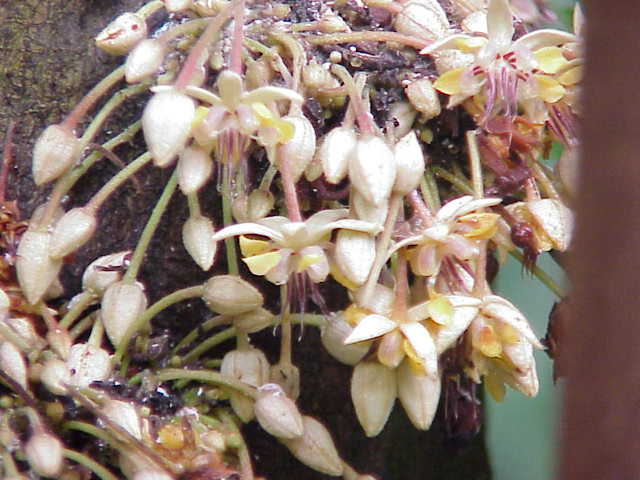
El mito dice que Tsuru', la esposa de Sibú (Sibö̀), es el cacao, y que sus vestidos de colores son las flores de esta planta.

## Atributos de Sibú
En las historias del sũwõ’ se mencionan un sinnúmero de atributos de Sibö̀. Algunos serán enumerados a continuación:
- Sibö es omnipresente, habla todas las lenguas y enseñó a hacer todo a la gente.
- Sibö es el padre y protector de los bribris.
- Sibö es eterno, todopoderoso y omnisciente.
- Es Sibö quien idea y ordena, nada malo le puede pasar.
- Es autosuficiente.
- Puede asumir formas humanas.
- Cuida de todas las cosas, y es amigo de los bribris.
- Tiene los mismos poderes que los diablos (bé), y siempre lucha contra ellos porque lo quieren matar.
- Es el dueño del maíz blanco.
- Tiene visiones del futuro y conoce lo que va a suceder. Puede predecir la muerte de una persona.
- Puede asumir cualquier forma.
- Anda por todo el mundo, moviéndose como las nubes, lloviendo como la lluvia, fluyendo como los arroyos, yaciendo como piedra, soplando como el viento.
- Sus palabras son lo más alto, y nadie pasaría sobre ellas.
- Es piedra, viento, nube, agua: es todos los elementos.
- Es inmortal, puede dejarse matar sin sufrir daño alguno.

## Funciones de Sibú

### Como dios
- Sibö diseñó el mundo y creó a los seres humanos con ayuda de Sulà.
- Trajo las semillas (ditsö̀) de debajo de donde nace el sol, y las sembró en Sulàyöm, donde brotaron como bribris. Trajo a los hombres blancos como polvo de piedras.
- Castiga a quienes roban la cosecha de la semilla.
- Castiga el incesto (kurù) mediante enfermedades o muerte.
- Durante el día vive en el este cuidando a los buenos espíritus. En la noche, viaja al oeste para proteger a las personas de los bé.
- Propicia los agentes naturales que permiten la germinación de las plantas; por esto se dice que es el proveedor de los alimentos.
- Es el protector de la vida humana.

### Como héroe cultural
- Enseñó a los indígenas qué podían comer, y cómo cultivarlo.
- Separó a los indígenas en clanes, y les dio su respectiva pareja.
- Instruyó a awápa y usékölpa en sus artes. Dio a los awápa las piedras mágicas, o sĩã', y los cantos.
- Fijó los códigos de conducta de los indígenas, así como los castigos para aquellos que incumpliesen esas normas.
- Prohibió que se mencionaran los nombres de los seres sobrenaturales sin motivo, que se anduviera por lugares sagrados o en la oscuridad de la noche, y que se inventara.
- Creó las diferentes ceremonias bribris.

## Nacimiento de Sibú
Existen diferentes versiones sobre el nacimiento de Sibú (Sibö̀), pero todas concuerdan en que, antes de que el dios llegara a la tierra, el mundo estaba regido y habitado por una raza de diablos, los Sòrburu, encabezados por su abuelo Sórkura. Sórkura tenía un hijo, Sibökõmõ o Sibökãmã*, que era un gran médico. Una vez, Sibökõmõ fue a trabajar como awá en el mundo inferior, el de los Sòrburu, y se llevó con él a su sobrina Sìitami.
(En el dialecto de Coroma se llama; Sibö̀kõmõ, en los dialectos de Amubri y Salitre recibe el nombre de Sibö̀kãmã)

### Primera versión: Sibö̀ como una sĩã' o sĩõ
Sibökõmõ, como todo awá, poseía piedras mágicas: tres macho y una hembra. Un día, una de esas piedras macho (que era Sibú), la que usaba para curar, se perdió: estaba dentro de Sìitami. Sibö hizo esto porque sabía que los hombres no podían nacer reproduciéndose solos.
Así, nació Sibö, y el dios pensó: «Soy una persona mayor, solo que en un cuerpo pequeño. Ojalá mi mamá le pida a mi papá un poquito de plátano maduro o un poco de masa de maíz». Y Sìitami le pidió a Sibökõmõ que le llevara esas cosas para darle de comer al niño. Luego Sibö pensó: «Ojalá mi mamá le diga a mi papá que me purifique y que construya un ranchito de parto cerca de la casa». Así pasó, y Sibökõmõ cuidó del niño, y lo curó dos noches mientras lo purificaba.
Cuando Sìitami regresó a la casa, cuatro días después Sibö logró pararse, y a los ocho días ya era un muchacho. Luego, comenzó a crear todas las cosas.
Pequeña nota:
(Igual que con el nombre de Sibö̀kõmõ, Sibö̀kãmã, el nombre de las piedritas mágicas también sobre una variación en su pronunciación dependiendo del dialecto, la diferencia más notoria en los 3 dialectros del Bribri, 'Coroma, Amubri y Salitre, son la vocal "a, ã" y "o, õ", usualmente las palabras con las vocales "a, ã" en los dialectos de Salitre y Amubri, en el dialecto de Coromo suele cambiarse por el sonido de una "o, õ")

### Segunda versión: La huida a Dìratuaa Lóratuaa
Cuando nació Sibú, un gallo que nunca había cantado comenzó a cantar. Entonces los Sòrburu supieron que Sibú había nacido, y como no querían a nadie más allí, buscaron al niño para matarlo. Sìitami se dio cuenta, y comenzó a buscar quién la acompañara al mundo superior, que conocía de sus viajes con Sibökõmõ. Fue Áksura, el comején o termita, quien se ofreció a pasarlos de un lugar a otro construyendo un túnel subterráneo, y así, la madre y el niño llegaron a Dìratuaa Lóratuaa, donde está la casa de las hormigas, quienes lo escondieron. Allí creció Sibú.

### Tercera versión: El niño del río

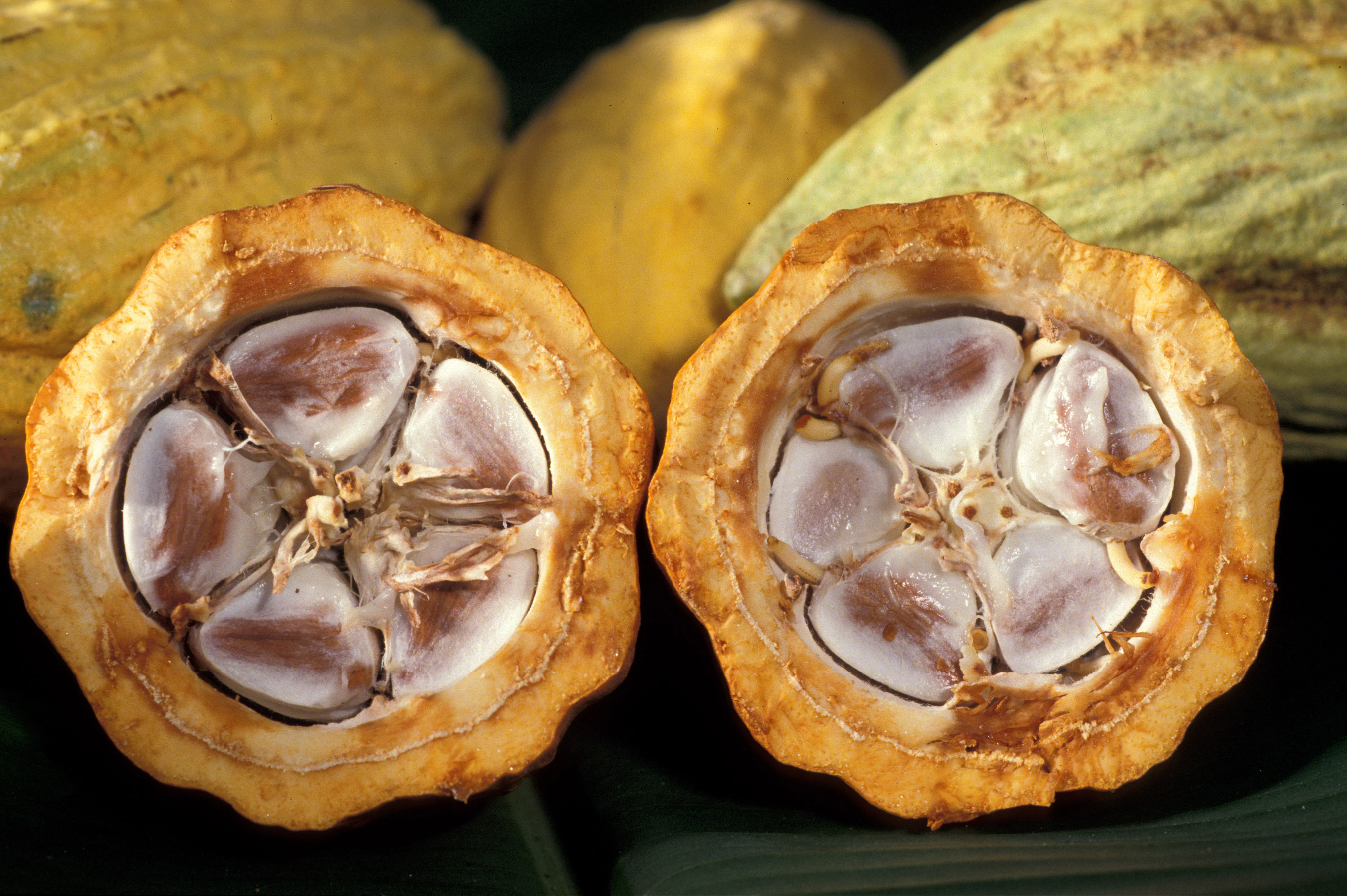
Según una versión del mito, Sibö̀ creció alimentándose solo con masa de cacao.

Una vez, Sibökõmõ fue a pescar con lanza, y encontró a Sibö como un bebé a la orilla de un río. Entonces, recogió al niño, lo llevó a su casa, y se lo dio a su esposa Sìitami, presentándolo como su hijo. 
El niño había nacido con cáscara (en una bolsa de piel, es decir, con todo y amnios), así que su padre lo purificó; pero el bebé no paraba de llorar, aunque Sibökõmõ ya le había cortado el ombligo y lo había limpiado de la impureza del nacimiento. El niño no quería mamar, ni comer o tomar agua. Entonces Sìitami molió cacao y le puso la masa suave en la boca, con lo cual alegró al bebé. Con solamente ese alimento Sibö creció y logró pensar en todas las cosas del universo.

## Mitos sobre Sibú

### La guerra con los Sòrburu
Puede que resulte difícil entender por qué los Sòrburu querrían matar a Sibú, siendo este su pariente. Sin embargo, para los bribris el parentesco se transmite por línea materna, y era Sibökomo quien estaba emparentado con esos diablos.
En las leyendas se mencionan varias razones para que los Sòrburu buscasen matar a Sibö: 
- No querían más gente en su lugar.
- Estaban celosos de su poder.
- Codiciaban sus objetos mágicos.
- Lo odiaban porque había creado a las semillas (ditsö̀).
- No querían que creara al mundo.
- No querían que les arrebatara el poder.
- Sórkura quería ser rey de los hombres.
- Simplemente querían matarlo.

En la versión del nacimiento de Sibö que habla de la huida a Dìratuaa Lóratuaa, se cuenta que cuando Sibö creció, le dijo a su padre que quería regresar al mundo inferior, para conocer a los Sòrburu y saber por qué no lo creían. Sibökomo le contesta entonces que lo haga, pero que se cuide mucho, porque esa gente lo quiere matar. Es entonces cuando Sibö regresa al mundo inferior.

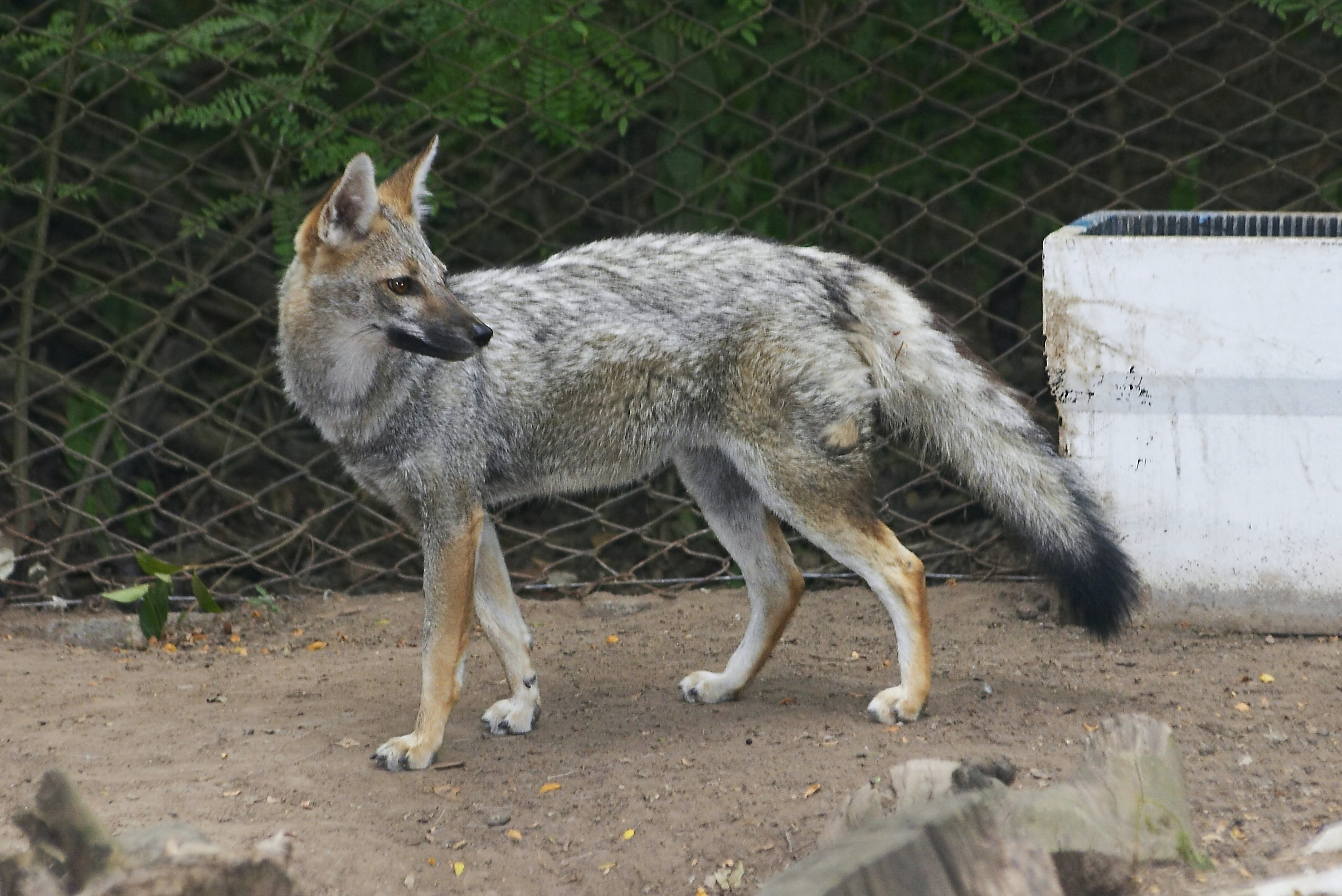
La primera hazaña que realizó Sibú para asustar a los Sòrburu fue resucitar a un zorro gris.

Una vez allí, se encontró con dos Sòrburu que andaban trabajando en sus tierras. Los diablos escucharon un sonido extraño, ¡wek, wek, wek!, y fueron a ver qué era, pero no encontraron a nadie. Colgado sobre un fogón había un zorro gris a medio asar, la comida de los Sòrburu. Entonces llegó Sibö, sopló al zorro y lo revivió; el animal se bajó y empezó a cantar y tocar el tambor, mientras que Sibö lo acompañaba tocando las maracas. Al ver esto, los dos diablos salieron de donde estaban escondidos y punzaron a Sibö con la lanza, pero este saltó y no le pudieron hacer daño.
Mientras peleaban, el zorro se volvió a colgar sobre el fogón. Los Sòrburu estaban furiosos, pues creían que todo eso era mal agüero y que iban a morir. Así que agarraron al zorro, lo picaron y lo botaron, por lo cual el zorro no se come. Desde entonces Sibö siempre pasaba molestando a los diablos y haciéndoles malos agüeros, recogidos en jocosas narraciones como las que se mencionan a continuación.

### El pollo resucitado
Un día, Sibö iba caminando, sonando su caracol y su cuerno, y se encontró con los Sòrburu. Entonces el dios hizo que los diablos se creyeran una visión en la cual él agarraba unos pollos, los mataba, cocinaba y se los servía para comer. Los diablos no le habían reconocido, y él se sentó a hacer que comía con ellos. 
Entonces, uno de los pollos que ya estaba cocinado se levantó y cantó tres veces (lo que para los diablos fue una profecía de muerte). Esto lo hizo Sibö porque sabía que lo querían matar, y sopló al pollo para que saliera volando.

### El secuestro en casa de Sórkura
Otro día, Sibú se decidió a dejarse atrapar, así que fue a la casa de Sórkura, llevando miel, un caracol, un cuerno, su bastón, su escudo y una falda de una planta llamada mastate. Los Sòrburu le preguntaron a Sibö si él era dios, y aunque lo negó, los Sòrburu lo atraparon y le quitaron las cosas. Pero Sibö se escapó, y al día siguiente llegó transformado en un anciano muy bien vestido, y les preguntó a los diablos si era cierto que habían atrapado a Sibö. Los diablos le dijeron que sí, y le fueron enseñando cada una de las cosas que llevaba el dios, las cuales el anciano se iba probando. Al llegar al lugar donde habían metido a Sibö, el dios se convirtió en viento y se fue.

### La incursión en la casa de los Sòrburu

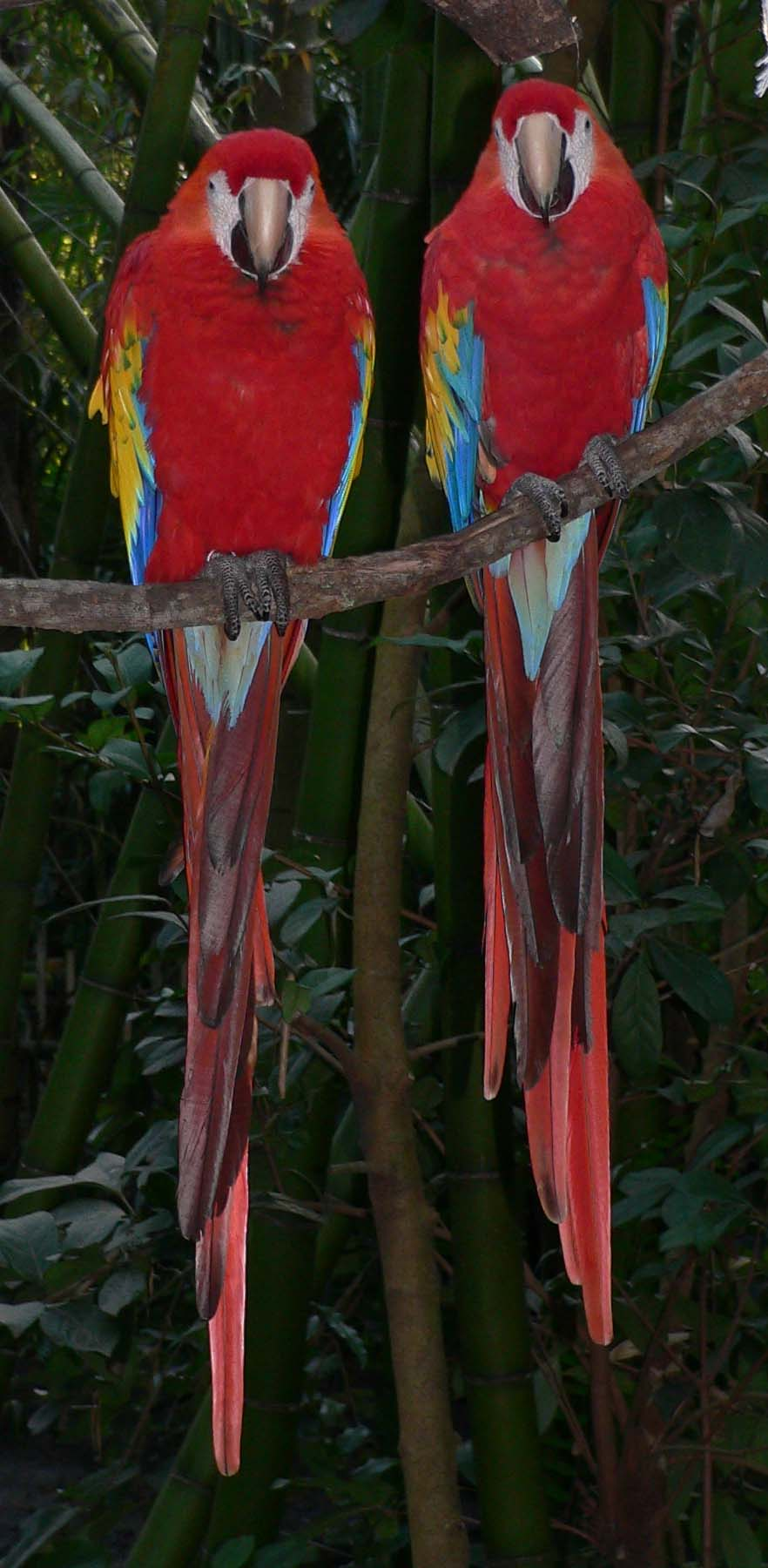
Sibú (Sibö̀) resucitó varias guacamayas en la casa de los Sòrburu. Cuando estos llegaron, las aves ya estaban muertas y secas.

Los Sòrburu tenían en su casa unos tambores, zorros en forma de maracas y unas guacamayas. Todos esos animales estaban muertos. Sin estar los diablos en su casa, Sibö entró, resucitó a los animales y juntos comenzaron a hacer mucho ruido: las guacamayas cantaban, los zorros tocaban las maracas y Sibö los tambores. Como los Sòrburu estaban cerca, regresaron inmediatamente para tratar de atrapar al dios, pero este había desaparecido, y las guacamayas y los zorros estaban muertos y colgados sobre el fogón.
Al día siguiente, Sibö llegó fingiendo ser un visitante, y preguntó si era cierto que el dios había estado allí. Los diablos dijeron que sí, y le confiaron sus planes para matarlo. Enterado ya, Sibö se dejó atrapar otro día, y los Sòrburu lo amarraron y lo comenzaron a chucear, pero en la noche el dios escapó.

### La muerte de Sórkura
Sibö sabía que Sórkura quería matarlo, así que cada vez que se lo topaba en el camino se transformaba en otro ser, a veces en un colibrí que pasaba revoloteando junto al Sòrburu. El diablo se hartó, y les dijo a sus familiares que iba a matar a Sibö, y que cuando así lo hiciera tocaría su cuerno para que llegasen y celebraran la muerte del dios.
Siendo así, un día Sibö se encontró frente a frente con Sórkura, y este le arrojó todas sus lanzas, sin dar nunca en el blanco. Sibö tomó entonces una de esas armas, y al primer tiro, mató a su abuelo.
Entonces, el dios tomó el aspecto de Sórkura, y sonó el cuerno del diablo. Al instante llegaron los demás Sòrburu, que se alegraron al creer que era Sibö quien había muerto, y convencidos por el dios, descuartizaron y asaron el cadáver. Entonces Sibö se dio a conocer, y arrojó los pedazos de Sórkura al aire, donde se transformaron en señales de mal agüero.

### La Creación
Luego de expulsar a los Sòrburu del mundo, Sibö buscó cómo darle vida de nuevo, ya que donde los diablos trabajaban nada más volvía a florecer. Entonces le llegó la noticia de que su hermana, Nãmãitãmĩ, había dado a luz a la niña-tierra, Irìria.
Para la mitología talamanqueña, Sibú secuestró la la niña tierra para que crecieran las semillas que se convertirían en los seres, ya que en su tiempo las condiciones del planeta no eran aptas para la vida porque era de piedra, lo hace al confabularse con los animales organizando una fiesta para ponerle una trampa a su hermana Nãmãitãmĩ, la madre de la niña tierra, ya que la invita a servir el chocolate para distraerla, se va para la casa de la niña tierra, le ordena al rayo que destruya la puerta de la casa de la niña y la secuestra para que mediante un ritual la convierta en la sustancia que se esparció sobre la roca.

### La muerte de Irìria
La tierra surgió como una niña de debajo de la superficie, que era pura poca, sobre la que muere. De su sangre derramada sobre la poca se forma la tierra para la semilla ditsú (ditsö`). Antes de que subiera a la superficie, un murciélago (Dukúr) se estaba alimentando de su sangre, y de las deyecciones del murciélago aparecieron diversas plantas. La fiesta con la que se celebra el nacimiento de la tierra, de Irìria es una fiesta funeraria. La madre de Irìria fue traída para preparar la bebida de chocolate (tsuru') para la fiesta.